# FK Milano Kumanovo
Az FK Milano (macedónul: Фудбалски Клуб Милано Куманово, magyar átírásban: Fudbalszki Klub Milano Kumanovo) egy macedón labdarúgócsapat, székhelye Kumanovóban található. Jelenleg a macedón labdarúgó-bajnokság élvonalában szerepel.
Annak ellenére, hogy csak a 2007–2008-as szezonban jutott az élvonalba, eddig minden alkalommal a második helyen végzett.

## Eredményei

### Európaikupa-szereplés

#### Összesítve
| Kupa        | J | GY | D | V | LG–KG |
| ----------- | - | -- | - | - | ----- |
| Európa-liga | 2 | 0  | 0 | 2 | 2–12  |
| UEFA-kupa   | 2 | 0  | 0 | 2 | 1–4   |
| Összesítve  | 4 | 0  | 0 | 4 | 3–16  |

#### Szezonális bontásban
| Idény     | Kupa        | Forduló         | Klub          | 1. mérk. | 2. mérk. |
| --------- | ----------- | --------------- | ------------- | -------- | -------- |
| 2008–2009 | UEFA-kupa   | 1. selejtezőkör | Omónia        | 0–2      | 1–2      |
| 2009–2010 | Európa-liga | 2. selejtezőkör | Slaven Belupo | 0–4      | 2–8      |

Megjegyzés: Csak az Európai Labdarúgó-szövetség (UEFA) által szervezett európai kupák eredményeit tartalmazza. Az eredmények minden esetben a Milano Kumanovo szemszögéből értendőek, a félkövéren jelölt mérkőzéseket pályaválasztóként játszotta.